# Château de Poey-de-Lescar
 (août 2020).
Si vous disposez d'ouvrages ou d'articles de référence ou si vous connaissez des sites web de qualité traitant du thème abordé ici, merci de compléter l'article en donnant les références utiles à sa vérifiabilité et en les liant à la section « Notes et références ».
Le château de Poey-de-Lescar est un château situé sur la commune de Poey-de-Lescar dans le département des Pyrénées-Atlantiques en France.

## Histoire
Ancienne domengeadure, il appartenait à la très vieille famille de la Salle qui le vendit à Dominique de Pont-Pedeprat, procureur au parlement de Navarre en 1757. Ce dernier, grâce à la fortune hérité d'un oncle Pierre Pedeprat qui s'était enrichi en Andalousie dans le commerce des lingots d'argent avec les Nouvelles Amériques, fit raser l'ancien château. Le nouveau château est édifié en 1763.
La demeure passa sans encombre la Révolution française et le XIXe siècle dans la même famille avant de connaître plusieurs propriétaires début XXe siècle.
Elle fut rachetée au début des années trente par François Villa, riche héritier de la banque Villa, qui la fit  restaurer par l'architecte palois Jules-Antoine Noutary et la dota d'un parc de 20 hectares dessiné par Descorges, lequel décéda un an après la fin des travaux.